# Stazione di Lubiana Ježica
La stazione di Lubiana Ježica (in sloveno Železniško postajališče Ljubljana Ježica) è una stazione ferroviaria posta sulla linea ferroviaria Lubiana-Kamnik. Serve il comune di Lubiana ed è situata nei pressi dell'area di Ježica, Savlje e Stožice. La fermata era originariamente chiamata anche Bratovševa ploščad.